# Saison de la Senne
Saison de la Senne is een Belgisch bier. Het werd gebrouwen in Brouwerij De Ranke te Wevelgem voor Brasserie de la Senne  (“De Zenne Brouwerij”) te Brussel.
Saison de la Senne is een troebel blonde saison met een alcoholpercentage van 4,3%. Het wordt vermengd met oude lambiek van Brouwerij Cantillon. Dit bier wordt niet meer gebrouwen.